# Orchopeas neotomae
Orchopeas neotomae är en loppart som först beskrevs av Augustson 1943.  Orchopeas neotomae ingår i släktet Orchopeas och familjen fågelloppor. Inga underarter finns listade i Catalogue of Life.